# Доходный дом С. С. Лентца
Доходный дом С. С. Лентца — историческое здание в Санкт-Петербурге. Расположено по адресу 13-я линия Васильевского острова, дом 16. Построено архитектором К. К. Шмидтом в начале XX века.
Выявленный объект культурного наследия России.

## История и архитектура
Жилой дом для домовладельца С. С. Лентца был построен в 1902—1903 годах по проекту Карла Карловича Шмидта, который являлся приверженцем стиля раннего модерна. Фасады здания были выполнены в этом стиле, чему способствовала их асимметрия и внешний облик. Левый эркер имеет округлую форму, а правый — металлический и трёхгранный. Впервые в своем творчестве Шмидт отказался от облицовки кирпичом и от использования готических мотивов. Первый этаж здания отделан гранитной щепой, а остальная часть здания — гладкой штукатуркой и штукатуркой «под шубу». Акценты в композиции создаются парой эркеров, над которыми разместились округлые щипцы, центры которых выделены майоликовой плиткой.
В этом доме с 1906 года жил архитектор Владимир Александрович Покровский. Его жена и дочь после смерти Покровского продолжали занимать квартиру в здании. Обе умерли в Ленинграде в 1942 году, во время блокады.
Также известно, в начале XX века в доме жил металлург и горный инженер Н. А. Иосса.
В советское время часть помещений дома заняла женская консультация № 16 Василеостровсого района, которая продолжила свою работу вплоть до первой половины XXI века. Здание граничит через внутренний двор с клиникой Пирогова и роддомом № 1.